# Jay Lane
Jay Lane (født 5. december 1964) er en amerikansk trommeslager, der kommer fra San Francisco Bay Area. Han har været med til at etablere grupper som Furthur, Golden Gate Wingmen (med John Kadlecik, Jeff Chimenti og Reed Mathis), Bob Weirs RatDog, Scaring the Children (med Weir og Rob Wasserman), Jay's Happy Sunshine Burger Joint og hip hop / jazz fusion bandet Alphabet Soup. Han var en af de første trommeslagere i Primus og spillede med bandet i omkring otte måneder i 1988 samt igen 2010-2013.
I 2002 blev Lane udnævnt til "Årets trommeslager" af California Music Awards.